# Oligomeria
Oligomeria is een geslacht van weekdieren uit de klasse van de Gastropoda (slakken).

## Soort
- Oligomeria conoidea Galkin & Golikov, 1985